# Eupithecia ochracea
Eupithecia ochracea är en fjärilsart som beskrevs av W. Warren 1888. Eupithecia ochracea ingår i släktet Eupithecia och familjen mätare. Inga underarter finns listade i Catalogue of Life.